# Китово (Бежаницкий район)
Китово — деревня на юго-востоке Бежаницкого района Псковской области. Входит в состав сельского поселения Бежаницкая волость.
Расположено в 15 км к югу от райцентра Бежаницы.
Численность населения деревни составляет 78 жителей (2000 год).